# Форкаш Михайло Михайлович
Михайло Форкаш (нар. 28 січня 1948, Ужгород — пом. 30 вересня 2011, Ужгород) — радянський футболіст, воротар. Майстер спорту СРСР (1967).

## Клубна кар'єра
У дорослому футболі дебютував 1966 року виступами за житомирський «Автомобіліст», в якому провів чотири сезони, взявши участь у 47 матчах чемпіонату.
Своєю грою привернув увагу представників тренерського штабу «Зорі», до складу якої приєднався 1970 року. Відіграв за луганську команду наступні п'ять сезонів своєї ігрової кар'єри. 1972 року допоміг команді вперше в історії стати чемпіоном СРСР.
У сезоні 1975 року грав у складі СК «Луцьк» та СКА (Ростов-на-Дону), після чого на рік повернувся до «Зорі».
Завершив професійну ігрову кар'єру у нижчоліговому клубі з НДР «ТШГ Нойштреліц», у складі якого грав до припинення виступів на професійному рівні у 1982 році.
Помер 30 вересня 2011 року на 64-му році життя в Ужгороді.

## Виступи за збірну
6 липня 1972 року дебютував в офіційних матчах у складі національної збірної СРСР в грі проти збірної Португалії, вийшовши на заміну наприкінці гри. Цей матч залишився єдиним для Форкаша в складі збірної.
| Дата       | Місто         | Господарі  | Результат | Гості | Турнір                      | Голи | Примітки |
| ---------- | ------------- | ---------- | --------- | ----- | --------------------------- | ---- | -------- |
| 06/07/1972 | Белу-Оризонті | Португалія | 1 – 0     | СРСР  | Кубок незалежності Бразилії | -    | 89'      |
| Усього     |               | Матчів     | 1         |       | Голів                       | 0    |          |

## Досягнення
- Чемпіон СРСР: 1972
- Фіналіст Кубка СРСР: 1974